# Egushawa
Egushawa (c.1726 – mars 1796), également nommé Egouch-e-ouay, Agushaway, Agashawa, Negushwa, et plusieurs autres variantes, est un chef de guerre et principal représentant politique de la nation des Outaouais.  Son nom se traduit par "le rassembleur" ou "celui qui réunit" (c.f. Ojibwe agwazhe'waa, "tresser"). 